# Ahisilla
Ahisilla falu Észtország Harju megyéjében. Közigazgatásilag Kose községhez tartozik. Lakossága 2011-ben 39 fő volt.
Harju megye déli részén, a Pirita-folyó közelében fekszik. Délről Kose kisváros, nyugatról Krei, északról Mallavere, délkeletről Viskla falvak határolják.
A falutól délre halad a 12. számú Kose–Jägala  főút.

## Népesség
A település népessége az utóbbi években az alábbi módon alakult:
| Lakosok száma | 39   | 49   | 48   | 41   |
|               | 2011 | 2019 | 2020 | 2021 |